# New York Eye and Ear Control
New York Eye and Ear Control è un album discografico di improvvisazioni di gruppo inciso da una formazione allargata della band del sassofonista jazz Albert Ayler, come colonna sonora dell'omonimo film di Michael Snow del 1964. Il disco venne pubblicato nel 1965 su etichetta ESP-Disk.

## Tracce
1. Don's Dawn – 0:57 (Cherry/Peacock)
2. AY – 20:17 (Ayler)
3. ITT – 22:05 (Ayler)

## Formazione
- Albert Ayler - sax tenore
- Don Cherry - tromba
- John Tchicai - sax contralto
- Roswell Rudd - trombone
- Gary Peacock - contrabbasso
- Sunny Murray - batteria